# Rainer Negrelli
Rainer Negrelli (1943) est un peintre contemporain allemand, actif dans le Bade-Wurtemberg. 

## Biographie
Rainer Negrelli naît à Metz en 1943. De 1964 à 1966, il suit les cours de l'école d'Arts appliqués de Mannheim. De 1966 à 1968, Negrelli poursuit ses études à l'École des Beaux-arts de Berlin, dans la section peinture. Étudiant de 1968 à 1970, à l'Académie des Beaux-arts de Karlsruhe, il obtient le Prix de la Fondation Heinrich-Zille de Berlin, en 1970.

## Carrière
Depuis 1970, Rainer Negrelli travaille sans relâche, encouragé par la fondation artistique du Bade-Wurtemberg, ou encore les villes de Swansea au Pays de Galles ou de New-York, en 1996. En 2002, Negrelli obtient le prix de la Druckgrafik-Triennale de Frechen. Rainer Negrelli travaille toujours à Mannheim.

## Expositions
- 2018: Akt in der Südpfalz – Malerei & Zeichnung,  Atelier Rothpauser, St.Martin
- 2017: Tagesbilder, Galerie M, Landau[4]
- 2016: Landschaften und Stadtansichten, zusammen mit Silvie Mayer, St. Josefs-Hospital, Bochum-Linden
- 2013: Landschaft, Manfred Lautenschläger-Stiftung gGmbH und Heidelberger Forum für Kunst, Heidelberg
- 2013: Block 9, Galerie M am "Deutschen Tor", Landau[4]
- 2011: Lyrik, Gertrud-Eysoldt-Foyer, Bensheim
- 2005: Forum für Kunst, Heidelberg[5].
- 2003: Institut für Deutsche Sprache, Mannheim.
- 2000: Villa Meixner, Brühl.
- 1998: Totentanz, Alte Synagoge, Weisenheim.
- 1997: New-York-Arbeiten, Arterie, Wiesenbach.
- 1989: Galerie Schuhwirth e Van Noorden, Maastricht, Niederlande.
- 1987: AADW Gallery, Swansea, Großbritannien
- 1979: Kunstverein, Ludwigshafen.

## Sources
- Rainer Negrelli sur bib.uni-mannheim.de (PDF en ligne).
- Jahrbuch der Staatlichen Kunstsammlungen in Baden-Württemberg, Volume 19, Deutscher Kunstverlag, 1982.